# Rafael Navarro Garralaga
Rafael Navarro Garralaga es un fotógrafo español nacido en Zaragoza en 1940, Miembro de la Real Academia de Bellas Artes de San Luis y presidió la Real Sociedad Fotográfica de Zaragoza en los años 70.

## Biografía
Navarro comenzó a interesarse por la fotografía en la década de los 70, e inició su andadura en el reportaje, el teatro y los deportes, Fue Presidente de la Real Sociedad Fotográfica de Zaragoza. Finalmente las artes plásticas atraparon su atención y es donde comenzó a desarrollar un lenguaje más personal. De su carrera debemos hacer hincapié en aquellas series fotográficas que han supuesto una ruptura con el medio o que han contribuido a la creación de otro discurso fotográfico como son los dípticos, en los que una combinación de dos imágenes, aparentemente inconexas, ofrecen una visión fotográfica diferente e inusual. Activo en el mundo de la fotografía, fundó en 1977 junto con Manuel Esclusa, Joan Fontcuberta y Pere Formiguera, el grupo Alabern. Un año más tarde es designado representante en España del Consejo Latinoamericano de Fotografía y en 1985 miembro del Consejo Asesor de la Fundación Miró de Barcelona, en 2016 ha sido nombrado miembro de la Real Academia de Bellas Artes de San Luis.

## Obra
Su obra ha sido expuesta en galerías y museos de todo el mundo en más de 500 ocasiones y forma parte de fondos relevantes como la Bibliothèque Nationale, la Maison Européenne de la Photographie de París, los museos de Arte Contemporáneo de Bruselas, México, Buenos Aires o Japón, así como las colecciones de la Fundación Pilar i Joan Miró, el IVAM o el Centro de Arte Reina Sofía. Entre sus más de 700 publicaciones hay que destacar libros como Dípticos (1986), Le forme del corpo (1997), Catalogue Raisonné 1975-1998 (2000), Don’t disturb (2001), Photobolsillo 44 (2002), En el taller de Miró (2006) y el más reciente Cuerpos Iluminados (2006).

### Exposiciones Individuales más recientes
- “Dípticos”, Biennale Internazionale di Fotografia di Brescia, Brescia, Italia (2004)[3]
- Galería Moisés Pérez de Albéniz,  Pamplona, España (2005)
- Instituto Cervantes, Milán, Italia (2005)
- "Introspecciones" Instituto Cervantes, Beijing, China (2007)
- "Introspecciones" Instituto Cervantes, Shanghái, China (2008)
- "La presencia de una ausencia". Palacio de la Aljafería, Zaragoza (2014).
- "Polifonias", Museo Pablo Serrano, Zaragoza (2016)

### Exposiciones colectivas más recientes
- “Fotografía en los años 80 y 90 en la Colección del MNCARS”, Museo d’Art Espanyol Contemporani, Palma de Mallorca, España (2004)[3]
- “Agua al desnudo”, Fundación Canal, Madrid, España (2004)
- “Paris Photo’ 04”, París, Francia (2004)
- Kopavogur Art Museum, Kovavogur, Islandia (2004)
- Feira de Arte Contemporánea 2004, Lisboa, Portugal (2004)
- “Experimentación en la Colección de Fotografía del IVAM”, Fundación Astroc, Madrid, España (2004)
- “Arco 2005”, Madrid, España (2005)
- Photography in Houston Galleries. Inter – Bienal Foto Fest, De Santos Gallery, Houston, Estados Unidos (2005)
- Colección Fotográfica del Museo de Arte Moderno, Museo de Arte Moderno, México, (2005)
- “Art Cologne 2005”, Cologne, Alemania (2005)
- Paris Photo 05, París, Francia (2005)
- Feira de Arte Contemporánea 2005, Lisboa, Portugal (2005)

### Algunas de las publicaciones que hacen referencia a su obra más recientes
- Le nu photographié, ed. Actes Sud, Arlés, Francia (2000)[3]
- Festival de la Luz – XI Encuentros abiertos de fotografía 2000, Buenos Aires, Argentina (2000)
- Navarro, Rafael : Catalogue Raisonné 1975-1998. Texto de Rosa Olivares. (Colección Photogalerie M+M Auer), ed. Ides et Calendes, Neuchâtel, Suiza (2000)
- Paris Photo 1998,1999 y 2000 - Salon International de Photographie, París, Francia
- Feira de arte contemporánea 2000 Lisboa, ed. 2000 APGA, Lisboa, Potugal (2000)
- Exit, n.º 0, Madrid, España (2000)
- “Conjuntos”, Archivo del Territorio Histórico, ed. Diputación Foral de Alava, Vitoria, España (2001)
- G. Kurtz, J. Fontcuberta, I. Ortega y J.M. Sánchez Vigil: Summa Artis. La fotografía en
- España de los orígenes al SXXI, Vol. XLVII, Ed. Espasa Calpe, Madrid, España (2001)
- Don’t disturb, texto de Antonio Ansón,  Filigrane Editions, Trézélan, Francia (2001)
- “Ellas”, Escuela de Artes, Zaragoza, España (2002)
- Rafael Navarro, Colección PHotoBolsillo n.º 44, Ed. La Fábrica – Caja Madrid, Madrid, España (2002)
- Catálogo PhotoEspaña 2002, Ed. La Fábrica, Madrid, España (2002)
- Diccionario Espasa Fotografía, Ed. Espasa, Madrid, España (2002)
- Exit, n.º 9, Madrid, España (2003)
- “Ellas”, Ed. Espacio Caja de Burgos Área de Cultura – Obra Social, Burgos, España (2003)
- Souguez, Marie-Loup y Pérez Gallardo, Helena: Diccionario de Historia de la Fotografía, Ed. Cátedra, Madrid, España (2003)
- Anson, Antonio y Navarro, Rafael: Nada más que piedras, ortigas y alacranes, Ed. El Gato gris, Madrid, España (2003)
- "Agua al desnudo”, Fundación Canal, Madrid, España (2004)
- “100 Fotógrafos españoles”, Ed. Exit, Madrid, España.